# حتيتة التركمان
حتيتة التركمان قرية في ناحية المليحة في منطقة مركز ريف دمشق في محافظة ريف دمشق. بلغ عدد سكانها 2293 نسمة عام 2004.